# Blackout (Britney Spears-album)
Blackout är det femte studioalbumet av den amerikanska sångerskan Britney Spears. Det var tänkt att albumet skulle släppas världen över den 12 november 2007 men eftersom alla låtar redan hade läckt ut på internet så släpptes det den 30 oktober 2007. Det är hennes första studioalbum sedan "In the Zone" släpptes i november 2003. Blackout har sålt i över 4 miljoner exemplar världen över (2012)

## Mottagande
Både den internationella och svenska pressen gav skivan generellt sett bra recensioner. Göteborgspostens Johan Rylander gav Blackout 4 fyrar av fem och skriver i sin artikel att "detta är det mest övertygande Britney Spears har gjort. Flåsigheten från tidigare ansträngningar är borta - nu varvas sköna bagatellartade poplåtar som Ooh ooh baby med hårdare dansmusik som singeln Gimme more och Madonna-färgade Heaven on earth." Båda kvällstidningarna Aftonbladet och Expressen gav skivan tre av fem plus/getingar likaså Dagens Nyheter. Metro gav en fyra av fem och SvD fyra av sex.

## Låtlista
1. "Gimme More" (Nate Hills, James Washington, Keri Hilson, Marcella Araica) - 4:11
2. "Piece Of Me" (Christian Karlsson, Pontus Winnberg, Klas Ahlund) - 3:31
3. "Radar" (Christian Karlsson, Pontus Winnberg, Henrik Jonback, Balewa Muhammad, Candice Nelson, Ezekiel "Zeke" Lewis, Patrick J. Que Smith) - 3:49
4. "Break the Ice" (Nate Hills, James Washington, Keri Hilson, Marcella Araica) - 3:16
5. "Heaven on Earth" (Michael McGroarty, Nick Huntington, Nicole Morier, Ghostwriter) - 4:52
6. "Get Naked (I Got a Plan)" (Corte Ellis, Nate Hills, Marcella Araica) - 4:45
7. "Freakshow" (Christian Karlsson, Pontus Winnberg, Henrik Jonback, Ezekiel "Zeke" Lewis, Patrick "J.Que" Smith, Britney Spears) - 2:55
8. "Toy Soldier" (Christian Karlsson, Pontus Winnberg, Magnus Wallbert, Sean Garrett) - 3:21
9. "Hot as Ice" (Faheem Najm, Nate Hills, Marcella Araica) - 3:16
10. "Ooh Ooh Baby" (Kara DioGuardi, Farid Nassar, Erick Coomes, Britney Spears) - 3:28
11. "Perfect Lover" (Nate Hills, James Washington, Keri Hilson, Marcella Araica) - 3:02
12. "Why Should I Be Sad" (Pharrell Williams) - 3:10

### Itunes
1. Everybody

## Singlar
- Gimme More
- Piece Of Me
- Break The Ice (tredje singeln skulle ha varit Radar men den skrotades som singel av en okänd anledning, så Break The Ice blev den tredje singeln i stället. Radar blev sen fjärde singeln men från albumet Circus.)